# Faika El-Nagashi
Faika Anna El-Nagashi, née le 3 septembre 1976 à Budapest est une personnalité politique féministe et lesbienne autrichienne et du parti des Verts, d'origine hongroise et égyptienne. À partir de 2015, elle est députée au parlement de Vienne et membre du conseil municipal de Vienne. Depuis 2019, elle est députée au Parlement autrichien.

## Biographie
Faika El-Nagashi grandit à Vienne-Simmering. Elle obtient sa maturité en 1994 au Bundesrealgymnasium Gänserndorf. À partir de 2003 elle étudie les sciences politiques à l'université de Vienne. Elle termine ses études en obtenant une maîtrise. Son mémoire porte sur les travailleuses du sexe migrantes en Autriche, dans une optique féministe. En 2008, elle est récompensée par le prix d'excellence Johanna-Dohnal.
En tant que collaboratrice de la LEFÖ, elle critique le projet SOPHIE initié par la municipalité de Vienne pour les travailleuses du sexe, dont elle critique la portée raciste et la stigmatisation de la prostitution comme problème à éradiquer.
Depuis 2013, elle est active au sein du parti des Verts, d'abord en tant que référente en politique sociale du parti des Verts du conseil municipal de la ville de Vienne, ensuite en tant que référente pour la politique d'intégration. Le 24 novembre 2015, elle est élue à la  20e législature députée au parlement de Vienne et au conseil municipal. Elle préside la commission pour l'éducation, l'intégration et le personnel, tout en étant membre de la commission des affaires européennes et internationales. En avril 2017, elle annonce aux côtés de Martin Margulies et Barbara Huemer ne pas vouloir voter en faveur de la requalification urbanistique du quartier du Wiener Eislauf Verein (association de patinage de Vienne), et de vouloir pour ce faire empêcher le retrait du quartier du centre ville de Vienne de la liste du Patrimoine mondial de l'UNESCO.
Le 5 octobre 2017, elle prononce aux côtés d'Ulrike Lunacek et Phyll Opoku-Gyimah un des discours d'ouverture de la première Conférence européenne des lesbiennes à Vienne.